# Puerto Ricos kommuner
Puerto Rico är indelat i 78 kommuner (municipios), och brukar betraktas som den gällande indelningen på andra nivån. Kommunerna är grupperade i åtta senatorsdistrikt, som inte har några administrativa funktioner. 1991 tillkom lagen om de autonoma kommunerna i den associerade staten Puerto Rico som hade skapats av regeringen som en strategi för att decentralisera och förbättra för invånarna. Under senare år, har flera borgmästare (alcaldes) krävt en översyn av denna lag.
Kommunerna väljer borgmästare och en lagstiftande församling i allmänna val vart fjärde år. Denna legislatura municipal består av en kammare och antalet ledamöter bestäms av folkmängden i varje kommun; den största är den i San Juan med 17 ledamöter och den minsta den i Culebra.
Kommunen Arecibo har den största ytan och Cataño den minsta. San Juan är den kommun som har flest invånare, mer än 400.000 invånare, och ö-kommunen Culebra har minsta antalet.

Kommuner på Puerto Rico.

## Kommuner i alfabetisk ordning
| - Adjuntas - Aguada - Aguadilla - Aguas Buenas - Aibonito - Añasco - Arecibo - Arroyo - Barceloneta - Barranquitas - Bayamón - Cabo Rojo - Caguas - Camuy - Canóvanas - Carolina | - Cataño - Cayey - Ceiba - Ciales - Cidra - Coamo - Comerío - Corozal - Culebra - Dorado - Fajardo - Florida - Guánica - Guayama - Guayanilla - Guaynabo | - Gurabo - Hatillo - Hormigueros - Humacao - Isabela - Jayuya - Juana Díaz - Juncos - Lajas - Lares - Las Marías - Las Piedras - Loíza - Luquillo - Manatí - Maricao | - Maunabo - Mayagüez - Moca - Morovis - Naguabo - Naranjito - Orocovis - Patillas - Peñuelas - Ponce - Quebradillas - Rincón - Río Grande - Sabana Grande - Salinas - San Germán | - San Juan (huvudstad) - San Lorenzo - San Sebastián - Santa Isabel - Toa Alta - Toa Baja - Trujillo Alto - Utuado - Vega Alta - Vega Baja - Vieques - Villalba - Yabucoa - Yauco |

## Puerto Ricos kommuner grupperade efter senatorsdistrikt (distritos senatoriales)

### Distrito Senatorial de San Juan
1. San Juan (huvudstad)

### Senatorsdistrikt Bayamón
1. Bayamón
2. Cataño
3. Guaynabo
4. Toa Baja

### Senatorsdistrikt Arecibo
1. Arecibo
2. Barceloneta
3. Camuy
4. Ciales
5. Dorado
6. Florida
7. Hatillo
8. Manatí
9. Quebradillas
10. Toa Alta
11. Vega Alta
12. Vega Baja

### Senatorsdistrikt Mayagüez
1. Aguada
2. Aguadilla
3. Añasco
4. Cabo Rojo
5. Hormigueros
6. Isabela
7. Las Marías
8. Mayagüez
9. Moca
10. Rincón
11. San Germán
12. San Sebastián

### Senatorsdistrikt Ponce
1. Adjuntas
2. Guánica
3. Guayanilla
4. Jayuya
5. Lajas
6. Lares
7. Maricao
8. Peñuelas
9. Ponce
10. Sabana Grande
11. Utuado
12. Yauco

### Senatorsdistrikt Guayama
1. Aibonito
2. Barranquitas
3. Cayey
4. Cidra
5. Coamo
6. Comerío
7. Corozal
8. Guayama
9. Juana Díaz
10. Morovis
11. Naranjito
12. Orocovis
13. Salinas
14. Santa Isabel
15. Villalba

### Senatorsdistrikt Humacao
1. Aguas Buenas
2. Arroyo
3. Caguas
4. Gurabo
5. Humacao
6. Juncos
7. Las Piedras
8. Maunabo
9. Naguabo
10. Patillas
11. San Lorenzo
12. Yabucoa

### Senatorsdistrikt Carolina
1. Canóvanas
2. Carolina
3. Ceiba
4. Culebra
5. Fajardo
6. Loíza
7. Luquillo
8. Río Grande
9. Trujillo Alto
10. Vieques